# سن مارتین د لوبا
سن مارتین د لوبا (انگلیسی: San Martín de Loba) نام شهری در کشور کلمبیا است.